# Borussia Mönchengladbach (vrouwenvoetbal)
Borussia Mönchengladbach is een Duitse vrouwenvoetbalclub uit Mönchengladbach, Noordrijn-Westfalen. Het is de vrouwenafdeling van de Duitse club Borussia Mönchengladbach en komt uit in de Tweede Bundesliga.

## Historie
Borussia Mönchengladbach werd opgericht in 1995 door het werk van manager Rolf Rüssmann. De club begon onderaan, maar promoveerde drie jaar lang omhoog. In 2008 promoveerde de club voor het eerst naar Regionalliga West. In het seizoen 2009/10 werden Friedel Baumann en Regina Weitz als de trainer en assistent-trainer aangesteld. Onder het bewind van de twee wist Borussia Mönchengladbach voor het eerst promotie af te dwingen naar de Tweede Bundesliga. In haar eerste seizoen in deze competitie degradeerde Borussia Mönchengladbach gelijk terug naar de Regionallige West.
In het seizoen 2012/13 wist Borussia Mönchengladbach opnieuw promotie naar de Tweede Bundesliga af te dwingen. Het seizoen erna wist Borussia Mönchengladbach een historische tweede plaats te behalen waardoor de club voor het eerst in haar historie naar de Bundesliga promoveerde. Kampioen TSG 1899 Hoffenheim II mocht namelijk niet promoveren naar deze competitie. In het seizoen 2016/17 eindigde Borussia Mönchengladbach in de Bundesliga op de laatste plaats waardoor het gelijk weer degradeerde naar de Tweede Bundesliga. In het seizoen 2017/18 mocht Borussia Mönchengladbach door kampioen te worden een tweede seizoen uitkomen in de Bundesliga, maar hierin eindigde het opnieuw op de laatste plaats.
In het seizoen 2020/21 verloor Mönchengladbach met een cumulatieve score van 3-1 van TSG Hoffenheim II waardoor het degradeerde naar de Regionalliga. In het seizoen 2022/23 wist Borussia Mönchengladbach de rug te rechten door in de nacompetitie af te rekenen met SV Elversberg. In het seizoen 2023/24 kwam het daardoor weer uit in Tweede Bundesliga waarin een negende plaats werd behaald en het zich handhaafde op het tweede niveau van Duitsland.

## Selectie
Bijgewerkt tot 2 juni 2024
| Nr.           | Nat.               | Naam                 | Geboortedatum     |
| ------------- | ------------------ | -------------------- | ----------------- |
| Keepers       |                    |                      |                   |
| 1             | Vlag van Chili     | Tina Lingsch         | 23 december 2001  |
| 34            | Vlag van Duitsland | Louisa Derbali       | 29 november 2005  |
| 23            | Vlag van Duitsland | Luisa Palmen         | 4 februari 2002   |
| Verdedigers   |                    |                      |                   |
| 2             | Vlag van Nederland | Eva Tostrams         | 1 mei 2001        |
| 3             | Vlag van Duitsland | Carolin Corres       | 18 april 1996     |
| 4             | Vlag van Duitsland | Nina Klinger         | 29 januari 2002   |
| 5             | Vlag van Duitsland | Paula Klensmann      | 30 april 2002     |
| 13            | Vlag van Duitsland | Louisa Schmitz       | 24 januari 2003   |
| 15            | Vlag van Nederland | Sam Drissen          | 31 oktober 2001   |
| 19            | Vlag van Duitsland | Yvonne Brietzke      | 19 mei 1999       |
| Middenvelders |                    |                      |                   |
| 6             | Vlag van Duitsland | Emily Guyens         | 21 juli 2006      |
| 8             | Vlag van Nederland | Britt van Rijswijck  | 10 augustus 2002  |
| 10            | Vlag van Duitsland | Laura Radke          | 12 juli 1999      |
| 13            | Vlag van Japan     | Mizuho Kato          | 19 december 1992  |
| 14            | Vlag van Nederland | Kyra van Leeuwe      | 10 september 2005 |
| 19            | Vlag van Duitsland | Chiara Rösener       | 3 juli 2000       |
| 21            | Vlag van Nederland | Suus van der Drift   | 31 mei 2003       |
| 19            | Vlag van Duitsland | Kristina Bartsch     | 9 maart 1999      |
| 25            | Vlag van Nederland | Kiki Scholten        | 10 december 2007  |
| 27            | Vlag van Duitsland | Mia Eickmann         | 15 januari 2003   |
| Aanvallers    |                    |                      |                   |
| 7             | Vlag van Duitsland | Emily Tichelkamp     | 5 juni 2003       |
| 9             | Vlag van Duitsland | Sarah Schmitz        | 12 december 1995  |
| 17            | Vlag van Duitsland | Selma Fohrer         | 4 oktober 2002    |
| 18            | Vlag van Duitsland | Jessica Hackenberger | 14 september 1996 |
| 20            | Vlag van Duitsland | Leonie Köpp          | 13 april 2007     |
| 24            | Vlag van Nederland | Imke Kessels         | 9 december 2003   |

## Bekende (oud-)spelers
- Kim Everaerts
- Amber van Heeswijk